# 누비아아이벡스
누비아아이벡스(Capra nubiana)는 소과 염소속에 속하는 야생 포유동물이다. 알제리와 이스라엘, 요르단, 사우디아라비아, 오만, 이집트, 에티오피아, 에리트레아, 예멘 그리고 수단의 산악 지대에서 발견된다. 아이벡스의 아종으로 간주하기도 하지만, 별도의 독립된 종으로 인정하기도 한다. 야생 개체수는 약 1,200여 마리로 추산하고 있다.